# 최신해
최신해(崔臣海, 1919년 4월 24일~1991년 3월 24일)는 대한민국의 정신건강의학과 의사 겸 대학 교수 및 수필가이며 예비역 대한민국 육군 소령이다.

## 생애

### 일생
본관은 경주(慶州)이고 호는 삼락당(三樂堂, 三落黨), 향당(鄕黨)이다. 일제 강점기 경상남도 부산부에서 국어학자 외솔 최현배(외솔 崔鉉培)의 셋째아들로 출생하였고 지난날 한때 경상북도 경주에서 잠시 유아기를 보낸 적이 있으며 황해도 해주에서 잠시 유년기를 보낸 적이 있고 이후 일제 강점기 경상남도 울산군 울산면에서 성장한 그는 경성 세브란스 의학전문학교를 나온 이후 경성제국대학교 의과대학 의학부 정신과 교실에서 연구하다 미국으로 건너가 하버드 대학교 부속 매사추세츠 종합병원에서 연구를 계속 하였다.
1949년부터 1954년까지 대한민국 육군에서 장교로 복무한 그는 1949년부터 1951년까지 대한민국 육군 수도사단 예하 의무대대 군의무장교로 복무한 적이 있으며 같은 시기에 대한민국 육군 수도사단에서 함께 장교로 복무한 분자생물학자 겸 생화학자 이기령과 그의 아우인 농화학자 겸 저술가 이춘녕(이 둘은 국사학자 두계 이병도의 자제)는 1950년부터 1953년까지 같은 대한민국 육군 수도사단에서 각각 같은 시기에 군의무장교 혹은 정훈장교 등의 보직으로 복무하였고 약학자 겸 저술가 채동규(물리학자 동운 최규남의 손아랫처남) 또한 같은 시기인 1949년부터 1955년까지 대한민국 육군 수도사단에서 정훈장교로 복무하였다.
이후 그는 1951년에 대한민국 육군군의학교 교관으로 이임되어 복무하다가 1954년 육군 소령으로 예편하였으며 1956년에는 국립 서울청량리뇌병원 원장이 되었고, 1961년에 일본 야마구치 대학교 의과대학원에서 의학박사 학위를 받고 대한민국에 귀국하여 서울대학교 의과대학 외래교수, 연세대학교 의과대학 외래교수, 대한신경정신과학회 회장 등을 지냈다.

### 서훈과 저서
그는 틈틈이 생활 수상을 모아 글을 발표하여 화랑무공훈장을 수여받았다. 저서로는 《국보 찾아 10만리》와 수필집 《훔친 사과가 맛있다》, 《공부 못하는 천재》, 《고독을 이겨야 하는 현대인》 등이 있다.

### 학력
- 경성제1고등보통학교 졸업
- 경성 세브란스 의학전문학교 의학사 (정신과 전공)
- 경성제국대학교 의과대학원 의학석사
- 일본 니혼 대학교 의과대학원 의학석사
- 일본 야마구치 대학교 의과대학원 의학박사

### 주요 경력
- 1944년 경성 세브란스 병원 수련의.
- 1945년 경성제국대학교 부속 병원 수련의.
- 1949년 육군 대위 임관(1949년 3월 20일)하여 대한민국 육군 수도사단에서 군의무장교로 복무.
- 1951년 육군 소령 진급(1951년 3월 27일)하였고 대한민국 육군군의학교 교관으로 이임하여 복무(1951년 11월 7일).
- 1954년 육군 소령 예편(1954년 7월 30일).
- 1955년 미국 하버드 대학교 부속 매사추세츠 종합병원에서 연구.
- 1956년 국립 서울청량리뇌병원 원장.
- 1958년 서울대학교 의과대학 외래교수(1978년 퇴임).
- 1959년 연세대학교 의과대학 외래교수(1978년 퇴임).
- 1960년 고려대학교 의과대학 외부강사(1961년 퇴임).
- 1971년 대한신경정신과학회 회장.
- 1971년 이화여자대학교 의과대학 외래교수(1978년 퇴임).
- 1971년 한국문인협회 회원.
- 1972년 한양대학교 의과대학 외래교수(1978년 8월 퇴임).
- 1987년 서울대학교 의과대학 대우교수(1988년 2월 퇴임).
- 1988년 통일민주당 보건행정특임위원(1988년 3월).
- 1989년 통일민주당 보건행정특임위원 직위 퇴임(1988년 6월).
- 1989년 신민주공화당 문화예술행정특임고문(1989년 3월).
- 1989년 신민주공화당 문화예술행정특임고문 직위 퇴임(1989년 9월).

## 가족 관계
- 아버지: 최현배(崔鉉培, 1894년 10월 19일 ~ 1970년 3월 23일)
- 어머니: 이장련(李長連, 1891년 ~ 1970년 12월 19일)
  - 첫째형: 최영해(崔暎海, 1914년 ~ 1981년)
  - 둘째형: 최순해(崔舜海)
  - 본인: 최신해(崔臣海)
  - 부인: 이혜자(李惠子)
    - 장녀: 최은희(崔恩姬, 1948년 ~ )
    - 첫째사위: 이상우(李尙雨, 1945년 ~ )
    - 차녀: 최은경(崔恩卿, 1950년 3월 26일 ~ )
    - 둘째사위: 송인성(宋仁誠, 1946년 8월 22일 ~ , 내과 전문의·의학박사 및 예비역 대한민국 육군 대위. 서울대학교 의과대학 명예교수.)
    - 장남: 최문식(崔文植, 1950년 3월 26일~ , 정신건강의학 전문의·의학석사 및 예비역 대한민국 육군 대위.)
    - 장자부: 윤난지(尹蘭芝, 1953년 10월 12일 ~ , 이화여자대학교 미술사학과 교수 및 인문과학 박사.)
    - 차남: 최홍식(崔洪植, 1953년 10월 28일 ~ , 이비인후과 전문의·의학박사 및 예비역 대한민국 육군 대위. 연세대학교 의과대학 교수.)
    - 차자부: 임인경(林仁京, 1953년 3월 5일 ~ , 임상병리과 전문의 및 의학박사. 아주대학교 의과대학 교수.)
    - 3녀: 최은미(崔恩美, 1960년 ~ )
    - 셋째사위: 홍민표(洪敏杓, 1959년 ~ )

  - 동생: 최철해(崔澈海)